# Stenophragma meridianum
Stenophragma meridianum är en tvåvingeart som först beskrevs av Frederick Askew Skuse 1888.  Stenophragma meridianum ingår i släktet Stenophragma och familjen svampmyggor. Inga underarter finns listade i Catalogue of Life.